# Kastrat (gmina Kuršumlija)
Kastrat (cyr. Кастрат) – wieś w Serbii, w okręgu toplickim, w gminie Kuršumlija. W 2011 roku liczyła 229 mieszkańców.